# Црква Светог Сергија Радоњешког (Чанг)
Црква Светог Сергија Радоњешког на острву Ко Чанг (Тајски- โบสถรสตจกร ออร ก ราโดโ ร ร แหง เกาะ เกาะ ชาง ) један је од православних храмова Тајландске епархије Руске православне цркве, у провинцији Трат у Краљевини Тајланд.
Идеја за изградњу цркве припада брачном пару из Москве, Олегу и Дарији Баев. Ову идеју Дарија образлаже чиењницом да је 2013. године имала сан у коме ју је: Господ  подигао над острво и дао јој семе које је посадила у земљу и из њега је изникнулацрква.

## Назив
Црква је названа по Сергију Радоњешком  (рус. Сергий Радонежский; 3. мај 1314 — 25. септембар 1392)  монаху  и светитељу Руске православне цркве, оснивач манастира Свете Тројице у Сергијевом Посаду близу Москве и обновитељу монаштва у северној Русији. Током свог живота Сергеј Радоњешки чинио је многа чуда. Људи су долазили из разних градова тражећи исцељење за своје болести и чују поуке, а понекад чак и само га виде. Према предању васкрсао је дечака, који је умро на рукама свога оца.
Руска православна црква прославља га 5. јула по јулијанском календару.

## Положај и статус
Црква Светог Сергија Радоњешког налази се у село Клонг Сон на северозападној страни острва Ко Чанга (     што на тајландском значи „Острво слонова“) – трећем по величини острва на Тајланду  на источној обали Тајландског залива, удаљено 500 километара од Бангкока, скоро на граници са Камбоџом. Ово  планинско острво карактерише много водопада, тако да је 85% његове површине, заједно са 50 мањих острва, проглашено за део је националног парка.
Православна црква Вазнесења Господњег на острву Ко Самуи као  остале на Тајланду су под црквеном јурисдикцијом православног патријарха московског и целе Русије , као гаранта чистоте православне хришћанске вере.

## Историја
Православље на Тајланду  је хришћанска деноминација која је се јавила у овој земљи у 20. веку. Православље као веру прихватило је око 0,002% становништва земље (1 хиљада људи 2010. године), не рачунајући православне вернике који долазе у земљу на одмор или службено у њој бораве. Православља у Тајланду пропагира Епархија тајландска, која је под јурисдикцијом Московске патријаршије и која организационо обједињује већину православних хришћана у овој држави.

### Први контакти са православљем
Године 1863. године дошло је до првих контаката између Руса и Сијамаца - морнари два руска брода посетили су главни град Сијама, Бангкок. У наредним деценијама сијамско тло посећивали су морнари, путници и дипломате из Русије, представници краљевске куће Романових и вође будистичке сангхе источног Сибира.
О прелазу из 19. у 20. век, може се говорити као о периоду у коме је дошло до контактима двеју земаља у области проучавању међусобних културних феномена.
Тадашња Русија је била једна од најјачих сила на свету, а православље је била државна религија у земљи, али Руска православна црква никада себи није дозволила бесцеремонијално, насилно мешање у политички, културни и верски живот Тајланда (Сијама). То је због чињенице да је Русија првобитно формирана као евроазијска мултинационална држава, била програмирана самом стварношћу да признаје и поштује друге културне и верске традиције.
Посебну улогу у развоју руско-сијамских односа одиграла је посета Сијаму наследника - цесаревича Николаја Александровича, будућег цара Николаја II који је у периоду од 1890.до 1891. путовао по земљама Истока. и 19-24. марта 1891. на позив краља Чулалонгкорна (Рама В), посетио Бангкок. Следио је и њихов нови сусрет у Санкт Петербургу 1897. године.
Истовремено, у Санкт Петербургу је постигнут договор о успостављању дипломатских односа између две земље. Током посете, неколико десетина Сијамаца упознало се са историјским и културним знаменитостима Санкт Петербурга и Москве, први пут сазнало о Православљу. Сам краљ Чулалонгкорн, принц-наследник Вачиравуд, други принчеви, министри, чланови краљеве пратње, између осталог, посетили су Саборну цркву Христа Спаситеља, храмове Московског Кремља, гробницу породице Романов у Новоспаски манастир.
У првој половини 20. века, током  „хладног рата“ између две светске суперсиле – СССР-а и САД, Тајланд је дефинитивно био на страни ове друге силе. Рефлексно, после пада комунистичког режима и распада СССР-а, деценијама пропагиран опрез многих земаља пренео се и на нову Русију. Требало је много времена и труда да Тајланђани схвате суштину онога што се догодило у Русији и нову реалност.
Каако православље никада раније није било заступљено на Тајланду (Сијаму)  стога је стварање нове православне заједнице  и појава страног духовника наишла на различите реакције. Власти су прво одбиле државно признање Руске православне цркве на Тајланду као нове верске конфесије.
Након што је новоформирана парохија Светог Николе Руске православне цркве (МП) у Бангкоку поставила малу цркву у помоћној просторији и почела да обавља статутарне службе, поред верника који говоре руски, храм су почели активно да посећују и православни Румуни, који такође нису били задовољни служењем богослужења у католичкој цркви . Од посебног значаја је био долазак у цркву Светог Николе господина Константина Сурескуа, који је у то време био отправник послова Румуније на Тајланду, и његове супруге Корнелије Суреску, дубоко православних и црквених људи. За њима, остали верни Румуни су кренули у Никољданску парохију.
Постепено и тешком муком превазиђена је опрезност тајландских власти према Руској православној цркви, након добрих контакта између Представништва Руске православне цркве и Краљевског дома Тајланда. Касније, захваљујући већем разумевању са тајландским властима, а на основу права приватне својине, постало је могуће изградити прве православе цркве, на Тајланду.
Почетком 2008. године Тајландске власти, имајући у виду вишегодишњу делатност православне заједнице на Тајланду, препознале су је као корисну, у складу са интересима Краљевине, за јачање верских и моралних основа друштва.

### Оснивање парохије
Инцијатива за изградњу храма
Иницијатива за изградњу храма пoтекла је од супружника Олега и Дарји Баев из Москве, након што је  2013. године Дарија уснила да ју је Господ подигао изнад острва Ко Чанг и дао јој семе, које је посадила у земљу, а из њега је израстао храм.
Након што су прикупили потписе, брачни пар се обратио представнику Руске православне цркве на Тајланду, архимандриту Олегу (Черепанину) , са захтевом да покрене изградњу цркве на острву Ко Чанг. На састанку одржаном 9. априла 2013. године у Бангкоку код Представник Руске православне цркве у Краљевини Тајланд, архимандрит  Олега (Черепанина), он им је објаснио  законодавне аспекте апликација за отварања нове парохије на Тајланду, и упознао са утврђеном организационом шемом за спровођење такве жеље.
Продавши мало предузеће у Русији у септембру 2013. године, породица је донирала значајан део средстава, што је било довољно за куповину земљишта на коме требало изградити цркву. Осим тога, својим примером, они су убедили и део људи из свог круга да приложе средства за изградњу цркве.
Одбор Фондације Православне Цркве на Тајланду је 13. септембра 2013. године на свом редовном заседању поново разматраоло захтев православних верника Ко Чанга за изградњу православне цркве на овом острву.
С обзиром да су до тада верници прикупили више од 1.000.000 тајландских бата за куповину земљишта за цркву на острву Ко Чангу,  о трошку Фонда, председник Фонда свештеник Данаи (Даниел) Ванна , добио је упутство да се побрине за куповину одговарајућег земљишта на острву, и да га укњижи као црквену својину, и понудига  православним верницима на Ко Чангу да оснују парохију у знаку Светог Сергија Радоњешког, с обзиром да су црквене прославе заказане за 2014. годину, требале да буду поводом 700 година од рођења светитеља.
Годину и по дана прикупљана су средства за куповину земљишта, грађевинске радове, уређење ентеријера и куповину иконостаса, а  уложени износ био је прилично велики - 9.372.112.45  бата.

### Куповина земљишта и изградња цркве
Дана 10. октобра 2013. године, комисија коју су чинили Архимандрит Олег (Черепанин), представник Руске православне цркве (Московске Патријаршије) у Краљевини Тајланд, свештеник Данае (Данило) Ван, председник Одбора Фондације Православне Цркве на Тајланду, и јеромонах Михаило (Чепел), в.д.  ректор Покровског (другог) храма у Патаји стигао је на острво и на лицу места се упознао са пристиглим предлозима за продају земљишних парцела. У пратњи делегације био је Алексеј Радионов, који је постављен за старешину општине и одговоран за изградњу цркве на острву.
Руски сервис Би-Би-Сија је 2018. описао је ово место (на коме ја за разлику од осталих плажа на острву,  земљиште било прилично јефтино),  на следећи начин:
„Туризам цвета на једној страни острва, док је друга страна, са тајландским рибарским селима, остала сасвим аутентична. Отприлике на граници ових светова настала је мала Руска православна црква“.
Након што је Представништво Руске православне цркве на Тајланду  16. децембра 2013. добило благослов Патријарха московског и целе Русије Кирила за изградњу новог храма, Одбор Фондације Православне Цркве на Тајланду је 16. јануара 2014. године купио у црквено власништво још једно земљиште површине више од 400 квадратних метара, поред претходно већ купљеног. Тако је укупна површина плаца била скоро 760 квадратних метара. Ова куповина је имала за циљ да обезбеди више простора за изградњу и сачува парохију од могућих објеката који би евентуално заклањали поглед на храм.
Дана 13. фебруара 2013. године, архиепископ Јегорјевски Марко (Головков) , након што је стигао на острво, освештао је камен темељац за  храма Светог Сергија и градња цркве  је моглада почне.
На захтев пастве, и поред интензивне изградње храма у име Светих Царских Страдалаца у Хуа Хину, одлучено је да се изградња цркве Светог Сергија како је првобитно било планирана за 2015. године, помери за 2014. годину.
Дана 12. маја 2014. године, протојереј Данаи (Данило) Вана је у име Фондације Православне Цркве у Тајланду потписао уговор о изградњи храма, којим је предвиђен завршетак грађевинских и завршних радова на храм у року од 10 до 12 месеци. Изградња је почела истог месеца. Генерални извођач радова био је заслужни градитељ, полицајац Ко Чанга господин Тигар.
Дана 8. октобра 2014. године, на дан упокојења Светог Сергија Радоњешког, служена је Божанствена Литургија у још несаграђеном храму. Литургију су  служили архимандрит Олег (Черепанин), протојереј Данај (Данило). ) Ванна и јереј Роман Бичков. На Литургији је певао хор Саборног храма Светог Николе у Бангкоку. Архимандрит Олег је у име Представништва Московске Патријаршије у региону поклонио општини храма лик Светог Сергија Радоњешког, посебно насликан  поводом ове годишњице.
Парохију је 5. новембра 2014. године посетио протојереј Данај (Данило) Вана, који је освештао куполе и поткуполне крстове за храм Светог Сергија, а за 13. јануара 2015. године најављен је завршетак изградње и унутрашњег уређења цркве, као и прекид прикупљања средстава за изградњу храма .

### Црква након освећења
Након што је  архиепископ Пјатигорски и Черкески Теофилакт (Курјанов) ,допутовао у Тајланд, он је 12. фебруара 2015. године, обавио велико освећење храма, прву Божанску Литургију у новоосвећеном храму,  и хиротонисао ученика Белгородске Богословије, Постникова, коме је поверено уређење цркве до доласка сталног свештеника. У овом светом чину саслуживао   је старешина храма Алексеј Родионов.
Свету Литургију у цркви је служио 1-2 пута месечно,  јереј Дмитриј Савенков, који је због овог чина долазио на острво.
Дана 6. марта 2015. године у храму је обављена прва Тајна Крштења. Своју прву Васкрс парохија је прославила без свештеника: 12. априла 2015. године а пасхлу су служили мирјани, предвођени ђаконом Романом Постњиковим.
У јулу 2015. године када је у цркви  постављен настојатељ  јереј Сергиј Шапкин, парохија се суочила са финансијским потешкоћама због наглог смањења туристичког тока на Тајланд из земаља бившег СССР-а.. Ипак, доласком новог свештеника, богослужења у храму су почела да се обављају свакодневно.
Дана 29. августа 2015. године, као одговор на захтеве свештенства и парохијана храма Светог Сергија за изградњу православне капеле у част Светог Тихона Задонског у порти цркве, Представништво Руске православне цркве и влада Тајланд одлучила је да подржи иницијативу жупе.
Изградња капеле је почела у новембру 2015. године, а завршена 23. јула  2016. године. У марту 2016. године на острво је допремљена и освећена икона  Светог Тихона Задонског, коју је насликао настојатељ Тројичког храма на Пукету, свештеник Роман Бичков .

## Парохијски живот
Свакодневни живот свештених лица у храму одвија се у Свештеничком дому који се налази на првом спрату храма, и у  просторије за молитву на другом спрату. Свештеник Сергиј Шапкин и његова супруга Јулија обично служе заједно – он врши службу, а она пева на клиросу,  и сами брину о домаћинству, и често  мотоциклом одлази преко серпентина  (којих на острву има доста),  за намирнице и друге потрепштине у локалном супермаркету.
Светње
Главна светиње храму су:
- честица моштију Светог Сергија Радоњешког, коју су добротвори пренели у храм;
- кивот за мошти  израђен  у Тајланду,
- честица моштију Светог Тихона Задонског Чудотворца.

Богослужбени  предмети
Од богослужбених предмета у храму се налази:
- икона Светог Сергија Радоњешког, коју је на Тајланду насликао свештеник Роман Бичков,
- резбарено распеће из манастира Есфигмен , које су цркви поклонили ктитори из Москве.

Парохијани
Главни парохијани који посећују цркцу су туристи из Русије, Украјине, Казахстана, Белорусије за које је „православна црква на Ко Чангу, пре свега, део  отаџбине православних туриста на Тајланду“.
По речима свештеника Сергија Шапкина:
Наше стадо је препуно. Данас једни, сутра други, видите, следеће године ће опет доћи и са собом довести још нових људи.
После богослужења у цркви се приређује чајанка и разгоовор свештеника са парохијанима,  који је  увек спреман да разговара не само са верницима већ и са сваким туристом који уђе у храм.